# وزغ خراسانی
وزغ خراسانی (نام علمی: Bufotes oblongus) نام یک گونه از تیره وزغ‌های راستین است. این گونه در ایران، ترکمنستان، قزاقستان و احتمالی افغانستان حضور دارد. زبستگاه این گونه بیشتر مناطق گرمسیری و نیمه گرمسیری مانند مرداب و چشمه است.